# Zofia Dunajczan

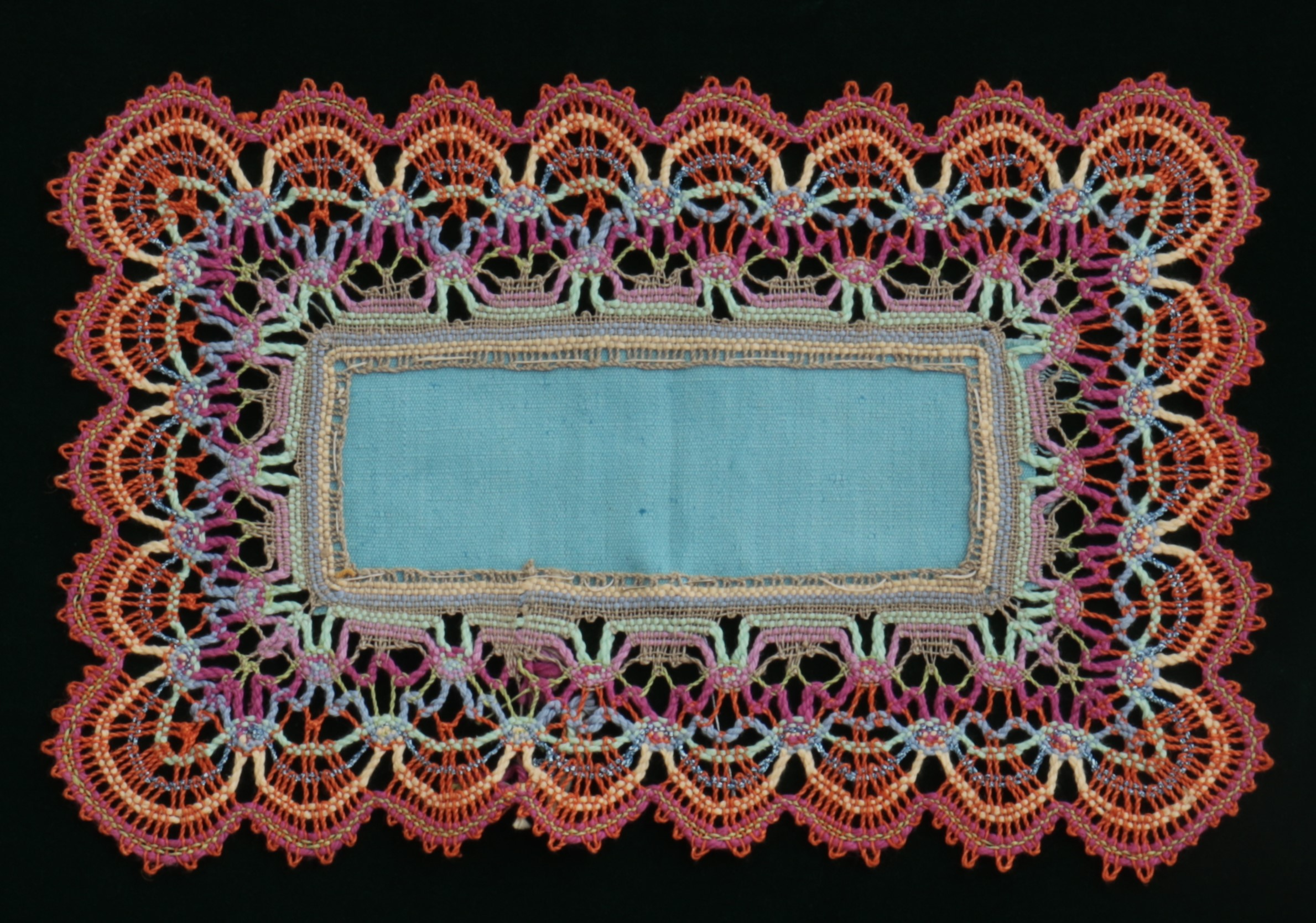
Koronka klockowa Zofii Dunajczan

Zofia Dunajczan (ur. 29 marca 1904 w Oświęcimiu, zm. 12 grudnia 1985 w Krakowie) – koronczarka, przyczyniła się do popularyzacji i przetrwania koronczarstwa klockowego na terenie krakowskim.
Córka Jana i Bronisławy Karkoszków. Ukończyła Szkołę Wydziałową im. Anny Jagiellonki w Krakowie. W latach 1924–1926 odbyła praktykę w Miejskim Muzeum Przemysłowym w Krakowie. Została dyplomowaną nauczycielką koronki klockowej w Państwowej Szkole Zawodowej Żeńskiej w Krakowie oraz w Technikum Przemysłu Odzieżowego. Od roku 1929 pracowała jako instruktorka koronek w Państwowej Szkole Zawodowej Spisko-Orawskiej w Nowym Targu. W tym czasie w Bukowinie Tatrzańskiej, Jurgowie, Krościenku nad Dunajcem i Nowym Targu prowadziła Państwowe Kursy Wędrowne Koronkarstwa i Haftu. W 1934 ukończyła kurs instruktorski organizowany przez Ministerstwo Wschodniego Rozwoju i Ochrony Przyrody. W latach 1935–1945 prowadziła Państwowe Wędrowne Kursy Koronek na terenie Łużnej, Moszczenicy, Gorlic i Bobowej.
W czasie II wojny światowej mieszkała w Bobowej. W latach 1945–1952 pracowała jako nauczycielka zawodu w Liceum Koronkarstwa i Haftu w Krakowie. Od roku 1954 była instruktorem koronek w Krakowskim Domu Kultury i Młodzieżowym Centrum Kultury.
Styl jej prac był ekspresyjny w formie wykonania i używanych barwach. Wprowadziła mocno kontrastujące kolory, używała oprócz klasycznego zestawu lnianych nici, również włóczki, kordonka i nici metalizowanych. Sama projektowała wzory.
Jedna z jej uczennic, Olga Szerauc, przejęła po jej śmierci prowadzenie kursu koronczarskiego w Krakowie. Obecnie warsztat, dokumenty i dzieła Zofii Dunajczan są w posiadaniu koronczarek Jadwigi Węgorek i Beaty Ochab-Chrzan przekazane przez syna zmarłej.
Od 2015 roku koronczarki z krakowskiej grupy „Czar Nici” systematycznie opracowują i rekonstruują wzory koronek Zofii Dunajczan. Główną rolę przy kreśleniu wzorów pełni Małgorzata Grochola, a efekt jej pracy służy adeptkom tej techniki do tworzenia nowych wariacji koronek na podstawie kompozycji dawnych mistrzyń.